# سوپرکان (فیلم)
سوپرکان (به انگلیسی: Supercon)، یک فیلم آمریکایی در ژانر اکشن کمدی به نویسندگی و کارگردانی زک ناتسون و محصول سال ۲۰۱۸ است. رایان کوانتن، مگی گریس، مایک اپس، راسل پیترس، کلنسی براون و جان مالکوویچ ستارگان فیلم هستند. این نخستین تجربه کارگردانی ناتسون محسوب می‌شود.